# Stefan Selakovic
Stevan "Sella" Selakovic, ofta stavat Stefan Selakovic, född 9 januari 1977 i Varberg, är en svensk fotbollsagent och före detta fotbollsspelare (anfallare/yttermittfältare). Hans moderklubb är Tvååkers IF.

## Meriter
- Svensk mästare 1997, 2000 (Halmstads BK), 2007 (IFK Göteborg)
- Allsvensk skyttekung 2001
- Landslagsspelare
- Royal League-silver 2005 (IFK Göteborg)
- Årets ärkeängel 2008
- Vann allsvenska assistligan 2009

## Säsongsfacit: seriematcher och mål
- 1996: 12 / 0 (Halmstads BK)
- 1997: 15 / 5 (Halmstads BK)
- 1998: 17 / 1 (Halmstads BK)
- 1999: 25 / 7 (Halmstads BK)
- 2000: 25 / 10 (Halmstads BK)
- 2001: 25 / 15 (Halmstads BK)
- 2001/02: 14 / 5 (SC Heerenveen)
- 2002/03: 29 / 8 (SC Heerenveen)
- 2003/04: 33 / 4 (SC Heerenveen)
- 2004/05: 18 / 2 (SC Heerenveen)
- 2005: 25 / 9 (IFK Göteborg)
- 2006: 24 / 6 (IFK Göteborg)
- 2007: 26 / 3 (IFK Göteborg)
- 2008: 26 / 2 (IFK Göteborg)
- 2009: 29 / 5 (IFK Göteborg)
- 2010: 28 / 5 (IFK Göteborg)
- 2011: 19 / 7 (IFK Göteborg)
- 2012: 24 / 4 (IFK Göteborg)
- 2013: 28 / 4 (Halmstads BK)